# Garthambrus darthvaderi
Garthambrus darthvaderi is een krabbensoort uit de familie van de Parthenopidae. De wetenschappelijke naam van de soort is voor het eerst geldig gepubliceerd in 2009 door McLay & S. H. Tan.